# Hemiphylacus hintoniorum
Hemiphylacus hintoniorum är en sparrisväxtart som beskrevs av L.Hern. Hemiphylacus hintoniorum ingår i släktet Hemiphylacus och familjen sparrisväxter. Inga underarter finns listade i Catalogue of Life.